# مید نورث

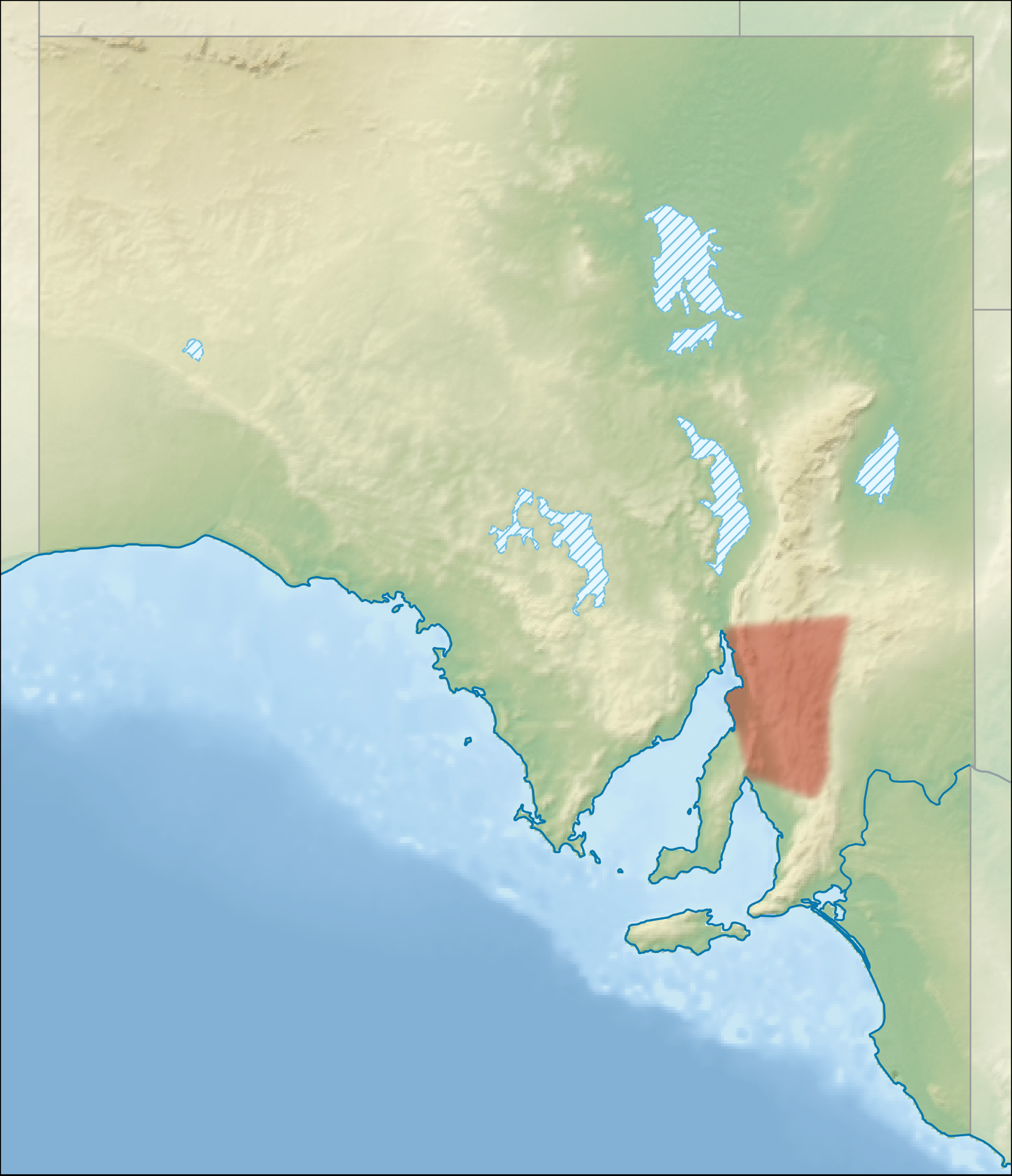

مید نورث (به انگلیسی: Mid North) یکی از سیزده ناحیه ایالت استرالیای جنوبی است. این ناحیه در شمال آدلاید پلینز، پایین‌تر از فار نورث و آوت بک قرار دارد. محدوده این ناحیه از شرق خلیج اسپنسر تا بزرگ‌راه بری‌یر بعلاوه دشت ساحلی و بخش جنوبی فلیندرز رنجز  گسترده شده‌است. گستره این ناحیه در ۱۸۴۰ مقرر شد. در آن زمان کشاورزی و معدن از خصوصیات این ناحیه بود. امروزه نیز کشاورزی و دامداری به صورت قابل توجه در این ناحیه انجام می‌شود و محصولاتی همچون گندم، انگور و گوسفند از محصولات اصلی این ناحیه می‌باشند. ولی دیگر فعالیت مربط به معادن در این ناحیه وجود ندارد.